# 針塚長太郎
針塚 長太郎（はりづか ちょうたろう、明治4年11月30日？（1872年1月） - 1949年（昭和24年）9月21日）は戦前日本の蚕業教育者。群馬県渋川市出身。高等師範学校教授、文部省視学官、上田蚕糸専門学校（信州大学繊維学部）初代校長・名誉教授。

## 生涯

### 生い立ち
明治4年11月30日？（1872年1月）群馬県群馬郡豊秋村中村22番地の篤農家針塚喜惣治の長男として生まれた。
1878年（明治11年）4月中村小学校に入学、四明尋常高等小学校高等科を経て、1885年（明治18年）3月木檜中学校（群馬県立前橋中学校の前身校）に進学した。
父には農家の跡取りとして厳しく育てられ、母の説得で学校に通うことは許されたものの、家では朝から晩まで農作業に励み、近所では「早やの長さん」として知られた。

### 上京

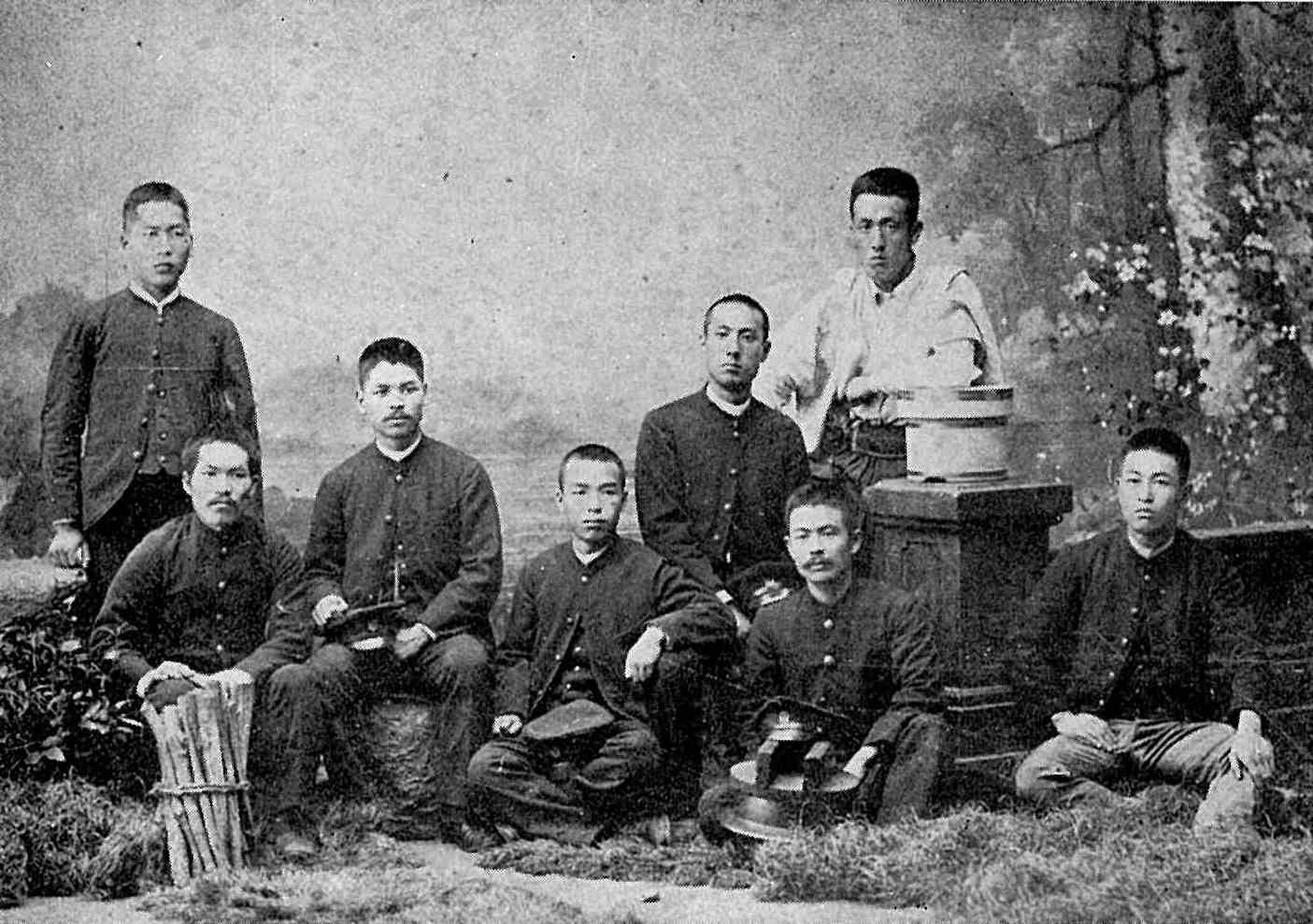
自炊堂同人

1888年（明治21年）10月地元の十日夜祭のため砂糖を買いに上京した際啓発を受け、東京進学を決心した。1889年（明治22年）3月中学校を中退し、地元の小学校で代用教員を務めた後、7月東京農林学校予科1年級に入学した。
1890年（明治23年）9月帝国大学農科大学予科2年級に編入し、1893年（明治26年）7月農学科に進学した。渋谷村金王八幡宮近くの草葺家屋で同級生鈴木梅太郎・菊地亀千代・望月滝三等と自炊生活を行い、自炊堂と号した。

### 官僚時代

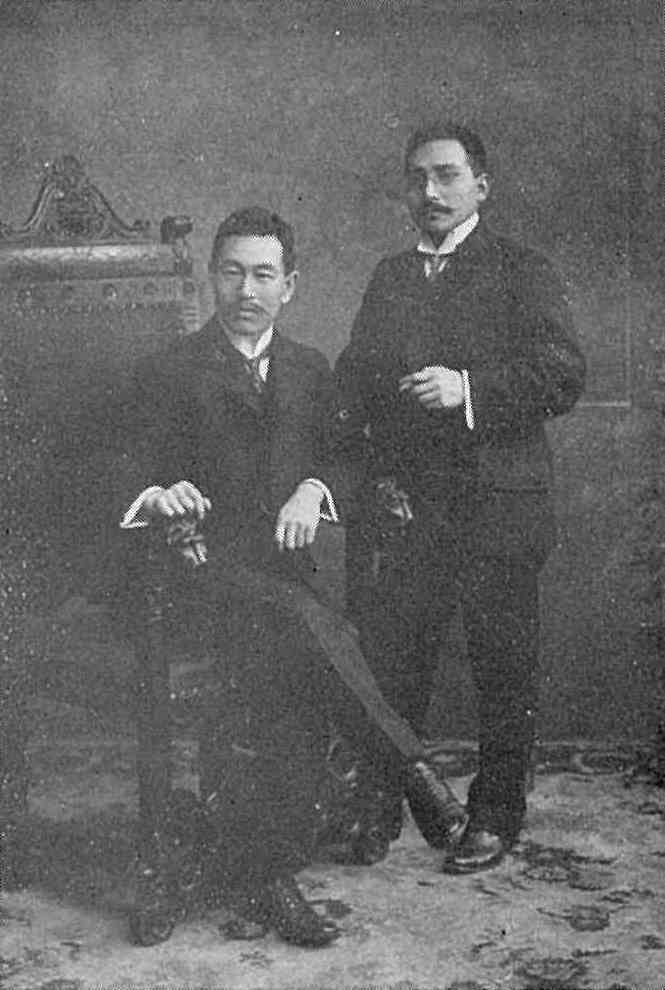
ベルリンにて 右は松浦鎮次郎

1896年（明治29年）7月農学科を卒業し、1897年（明治30年）6月拓殖務省に入省したが、間もなく廃省となり、11月農商務省横浜生糸検査所に勤め、12月西ヶ原蚕業講習所に兼務した。
1898年（明治31年）5月文部省実業教育局に入り、11月専門学務局に転じ、1899年（明治32年）6月高等師範学校教授を兼任した。1900年（明治33年）11月図書審議官となり、1902年（明治35年）9月視学官を兼務、教科書編纂や教科細目調査に従事した。
1906年（明治39年）2月松浦鎮次郎と文部省留学生に任命され、アメリカ合衆国・ドイツで農業教育を学んだ。留学中の1907年（明治40年）3月には盛岡高等農林学校教授の名義を与えられた。1908年（明治41年）5月帰国し、文部省視学官に復職した。

### 上田蚕糸専門学校長

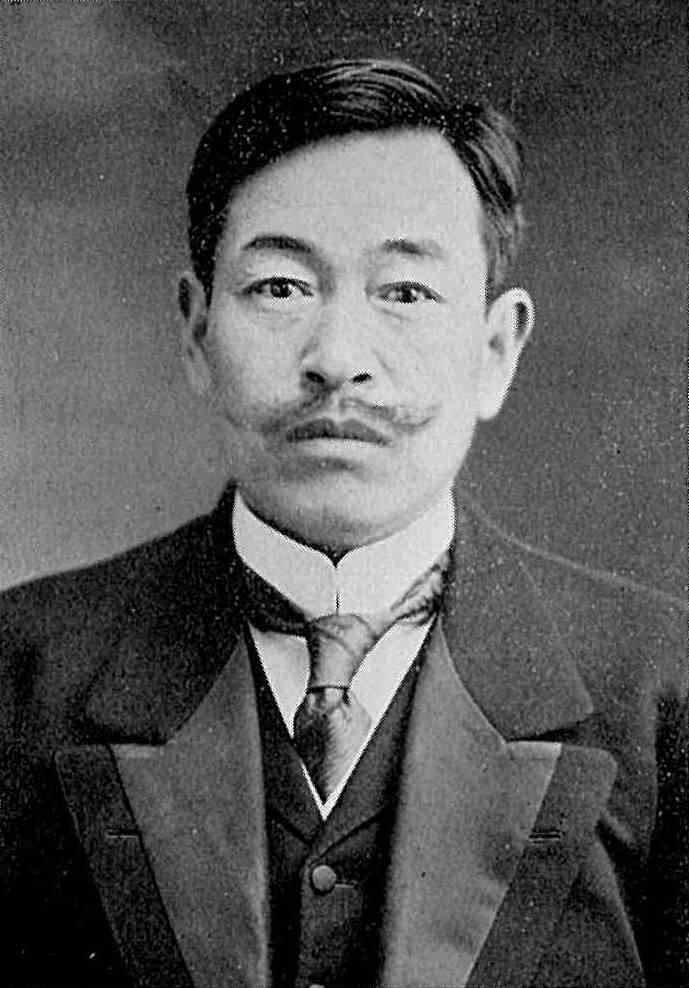
校長就任当時

長野県に蚕糸専門学校の設置が計画されると、1908年（明治41年）8月創立委員長に任命され、1910年（明治43年）5月米沢高等工業学校長事務取扱として必要な設備等を調査し、8月13日上田蚕糸専門学校長に就任した。専門学校では絹糸紡績科・教婦養成科の新設に関わったほか、柔道・剣道などの武道教育に力を入れた。
1918年（大正7年）2月教授勝木喜董の解任に対し、養蚕科1年生岸本元治・山本岩三郎・間宮成吉等が反発し、革命団と称して校長刷新を求めストライキを起こした。ストは1週間で終息し、4月勝木喜董は離職した。
1924年（大正13年）朝鮮・関東州・満州の蚕糸業を視察して有望と見込み、卒業生の大陸への就職に力を入れた。1936年（昭和11年）、1940年（昭和15年）にも満州を訪れている。
1927年（昭和2年）8月東京朝日新聞により盛岡高等農林学校へ転任内定と誤報され、卒業生により留任運動が行われた。
1937年（昭和12年）の勲一等瑞宝章受章を機に、1938年（昭和13年）3月31日校長を辞職し、井上柳梧が後任に就いた。

### 帰郷

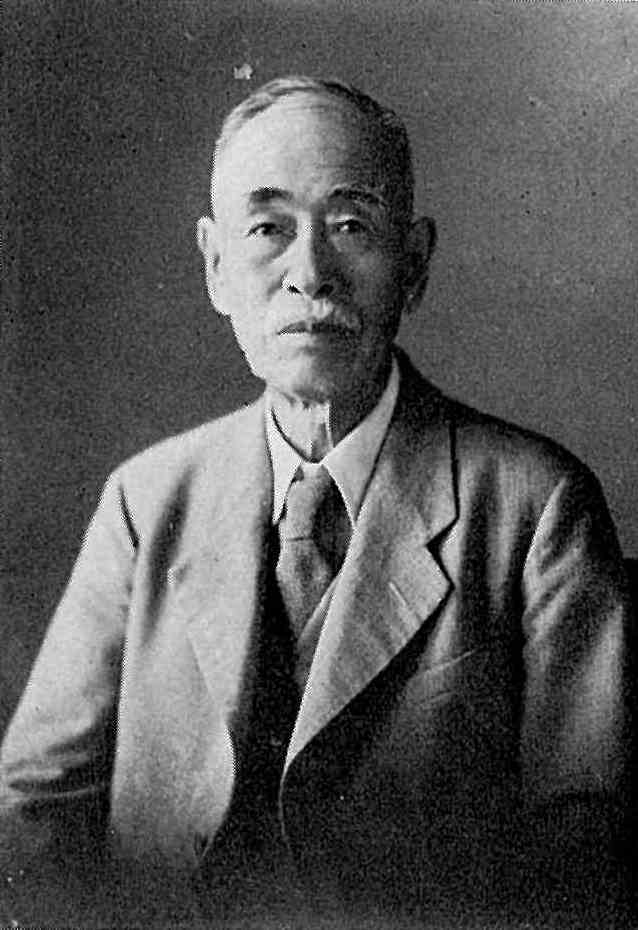
1947年（昭和22年）11月喜寿

1938年（昭和13年）5月上田市長成沢伍一郎の辞任に際し、後任の要請を断り、1940年（昭和15年）5月4日帰郷して新築家屋に住み、帯経草堂と号した。
太平洋戦争が勃発すると、妻の宝石・功労賞品・乳母車・山林等を進んで供出した。娘婿は次々に出征し、1944年（昭和19年）6月七女貞子、12月五女美津枝、1945年（昭和20年）3月三男正樹が実家に戻り、15人の大家族で畑を耕し、食糧を自給した。
1942年（昭和17年）2月25日妻ノブ、1944年（昭和19年）12月七女貞子を喪い、1945年（昭和20年）5月東京大空襲で青山の持家2軒を焼失した。戦後は農地改革により田畑を手放し、社会の道義的退廃を嘆きながら日々を過ごした。

### 死去

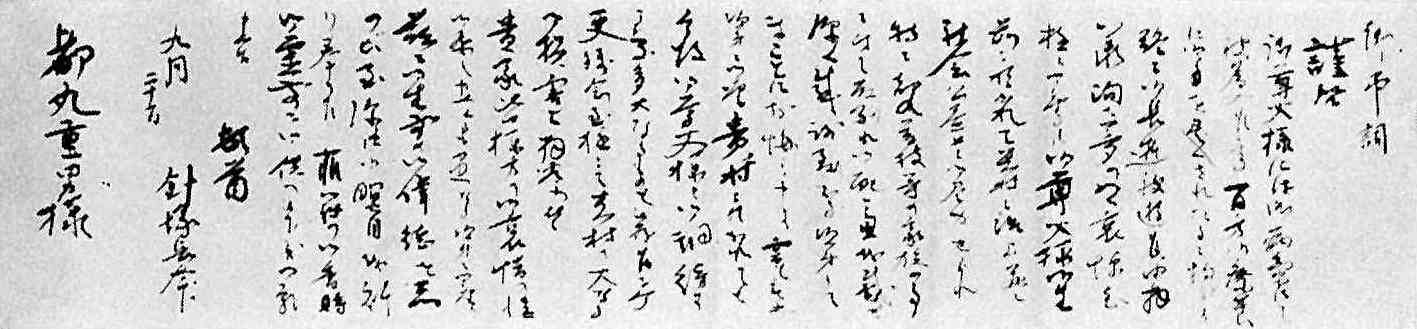
絶筆 都丸茂重の弔詞（都丸茂男宛）

1946年（昭和21年）群馬県選挙管理委員長に任命され、老体を押して前橋へ通勤した。1947年（昭和22年）春老人性痒疹に罹り、左耳が聞こえなくなった。11月風邪を拗らせ肺炎となり、1947年（昭和22年）7月選挙管理委員長を辞任した。
1949年（昭和24年）夏頃から肋間神経痛を頻発、持病の狭心症も悪化、9月21日昼食中に胸痛を訴え、午後2時半頃心臓麻痺により死亡した。
9月25日別所常楽寺から半田孝海が招かれ、葬儀が行われた。戒名は高徳院殿芳誉長安大居士。

## 著書
- 1898年（明治31年）『通俗肥料論』
- 1900年（明治33年）『新刊養蚕学』
- 1901年（明治34年）『新刊絹糸学』
- 1905年（明治38年）『学校園』
- 1905年（明治38年）『新編桑及蚕』（金子昌太郎共著）
- 1906年（明治39年）『養蚕教授指針』（山崎徳吉共著）
- 1910年（明治43年）『育蚕学大全』（洞口猷寿共著）
- 1927年（昭和2年）『鮮満の蚕糸業』

## 趣味・特技

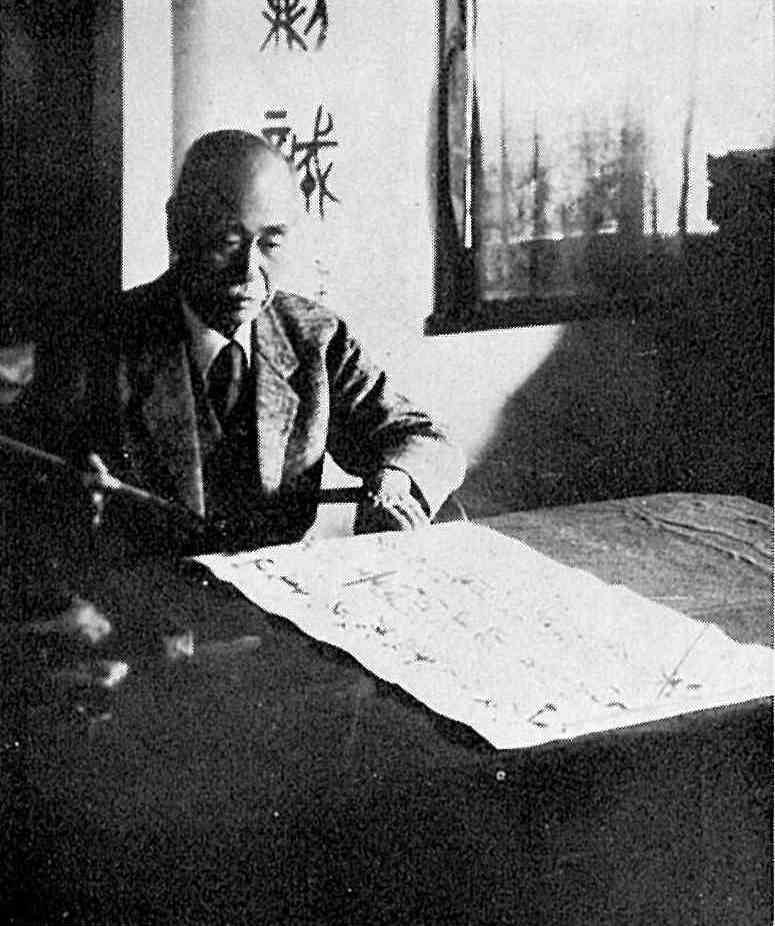
1947年（昭和22年）11月

農科大学時代、渋谷の自炊堂から徒歩で小石川区講道館に通い、柔道の稽古を受けた。1923年（大正12年）から1940年（昭和15年）9月まで長野県柔道有段者会会長を務めている。
上田時代、東福寺村から観世流高橋清輝を学校に招いて謡曲を学んだ。また、教授大滝照太郎には日本刀収集の手ほどきを受け、卒業生の出征に際して日本刀を贈り、嫡男正樹には「刀剣は国宝なり、逸散すべからず。」と遺言した。
若くから俳画を嗜み、上田時代、教授和田仙太郎の紹介で正村竹亭に南画を学んだ。
動物好きで、家では犬・猫を買い、ブチ五郎・ミーなどと名付けていた。学校の牧場には2頭の馬を所有し、元気号・努力号と名付けていた。

## 針塚賞
1938年（昭和13年）退官時の謝恩金の一部を元に設立され、上田蚕糸専門学校で毎年優秀な学生・卒業生に針塚賞が贈られたが、大学改組の際、成績が非公表となったことで廃止された。
2004年（平成16年）信州大学繊維学部で卒業生への表彰制度が新設された際、偶然にも同名の針塚賞と名付けられ、毎年優秀な卒業生に授与されている。

## 栄典
- 1914年（大正3年）7月8日 正五位[22]
- 1919年（大正8年）10月20日 従四位[23]
- 1924年（大正13年）12月1日 正四位[24][25]
- 1927年（昭和2年）4月 勲二等瑞宝章[4]
- 1929年（昭和4年）12月 従三位[4]
- 1937年（昭和12年）4月14日 勲一等瑞宝章[11]
- 1938年（昭和13年）4月22日 正三位[12]
- 1938年（昭和13年）5月18日 上田蚕糸専門学校名誉教授[11]
- 1949年（昭和24年）4月27日 大日本蚕糸会恩賜賞[11]

## 親族

### 実家

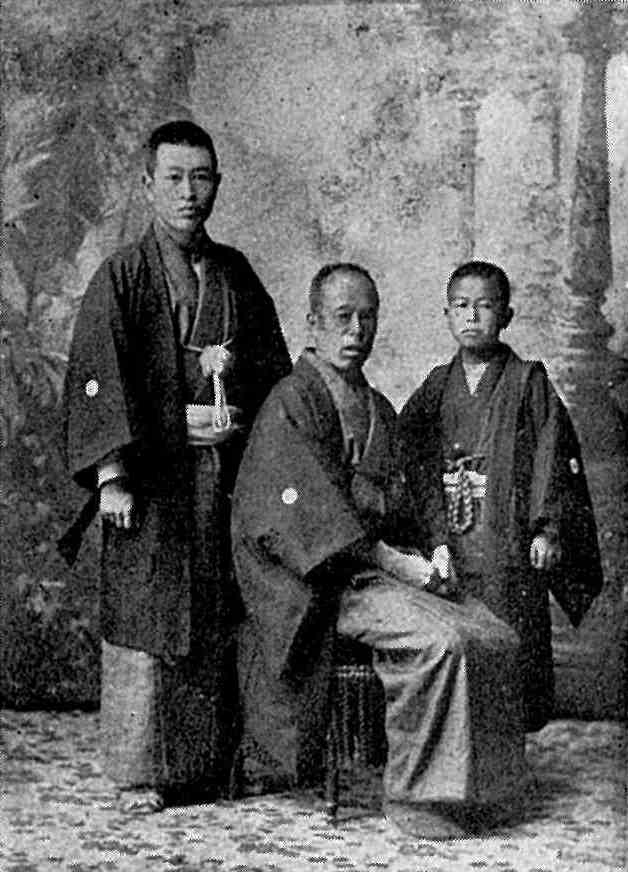
1900年（明治33年）4月喜惣治、卯八とともに

- 祖父：針塚民平 – 生糸商として横浜と上信を行き来した[3]。
- 父：喜惣治 – 1927年（昭和2年）2月没[4]。
- 母：奥泉トク – 渋川町行幸田出身。1914年（大正3年）8月没[4]。
  - 妹：儘田フキ[4]
  - 妹：速川トラ[4]
  - 弟：幸平 – 家業を継いだ[4]。
  - 弟：卯八[4]

### 婚家

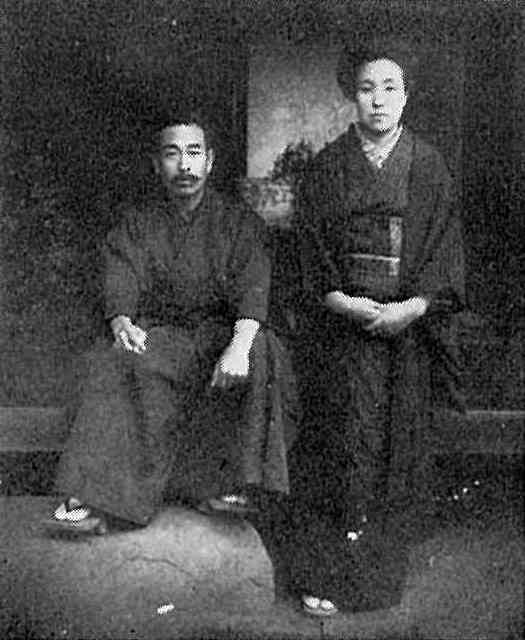
1920年（大正9年）晩秋

- 義父：山本誠喜 – 農科大学時代の同居人菊池亀千代の姉婿。陸軍少佐。伏見工兵第4大隊に属し、日清戦争中海城で病死[3]。
  - 妻：ノブ – 山本誠喜長女。亀千代の遺言により結婚し、一家を引き取った[3]。1942年（昭和17年）2月25日虫垂炎・腹膜炎で死去[13]。
  - 義妹：かう – 伊東胡蝶園伊東栄と結婚[4]。
  - 義妹：京子 – 夭折[4]。
  - 義弟：誠一 – 医学博士[26]。

### 子女

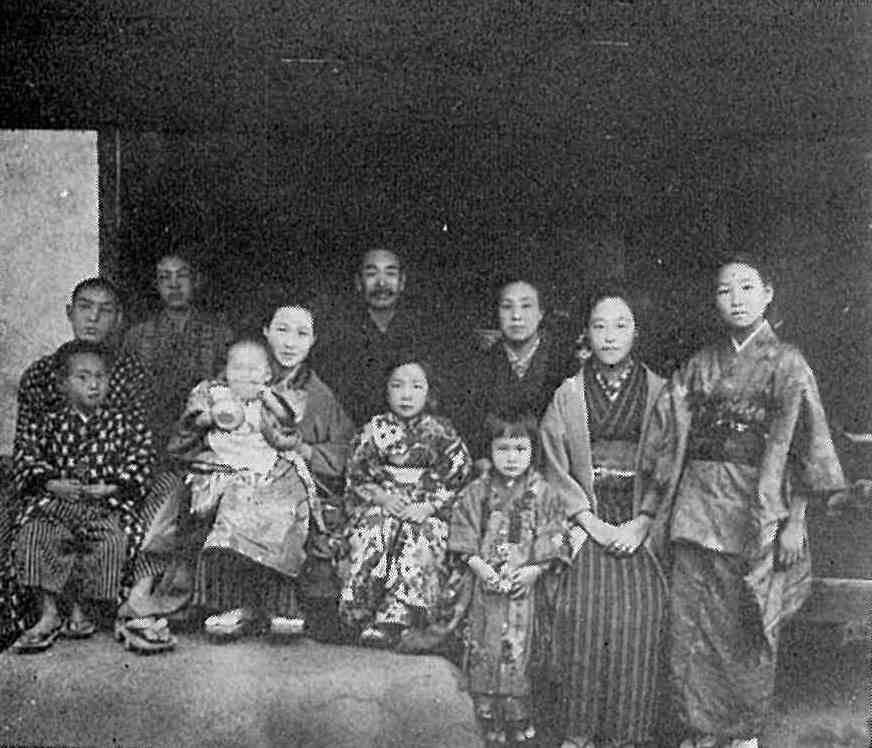
1919年（大正8年）

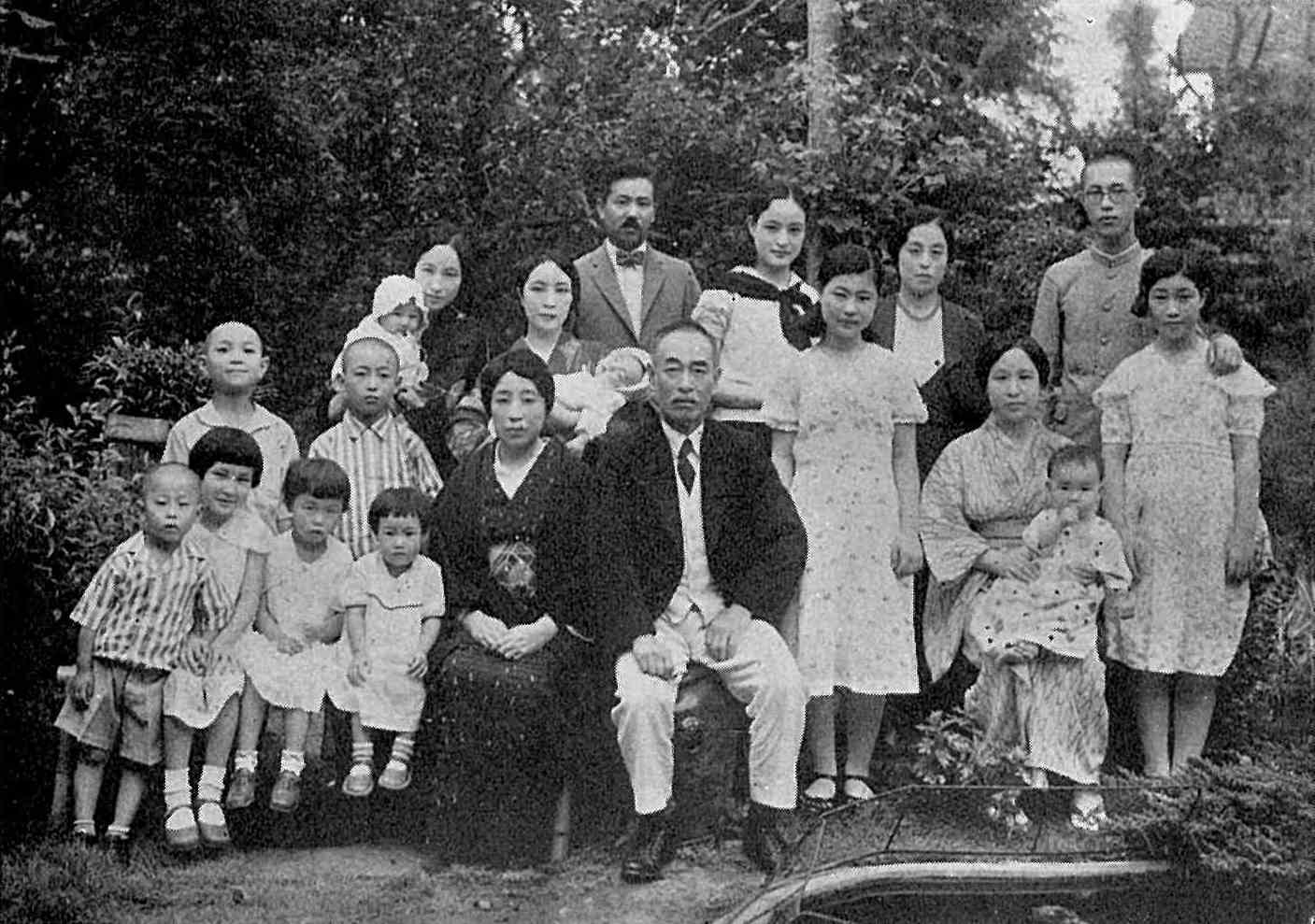
1933年（昭和8年）夏

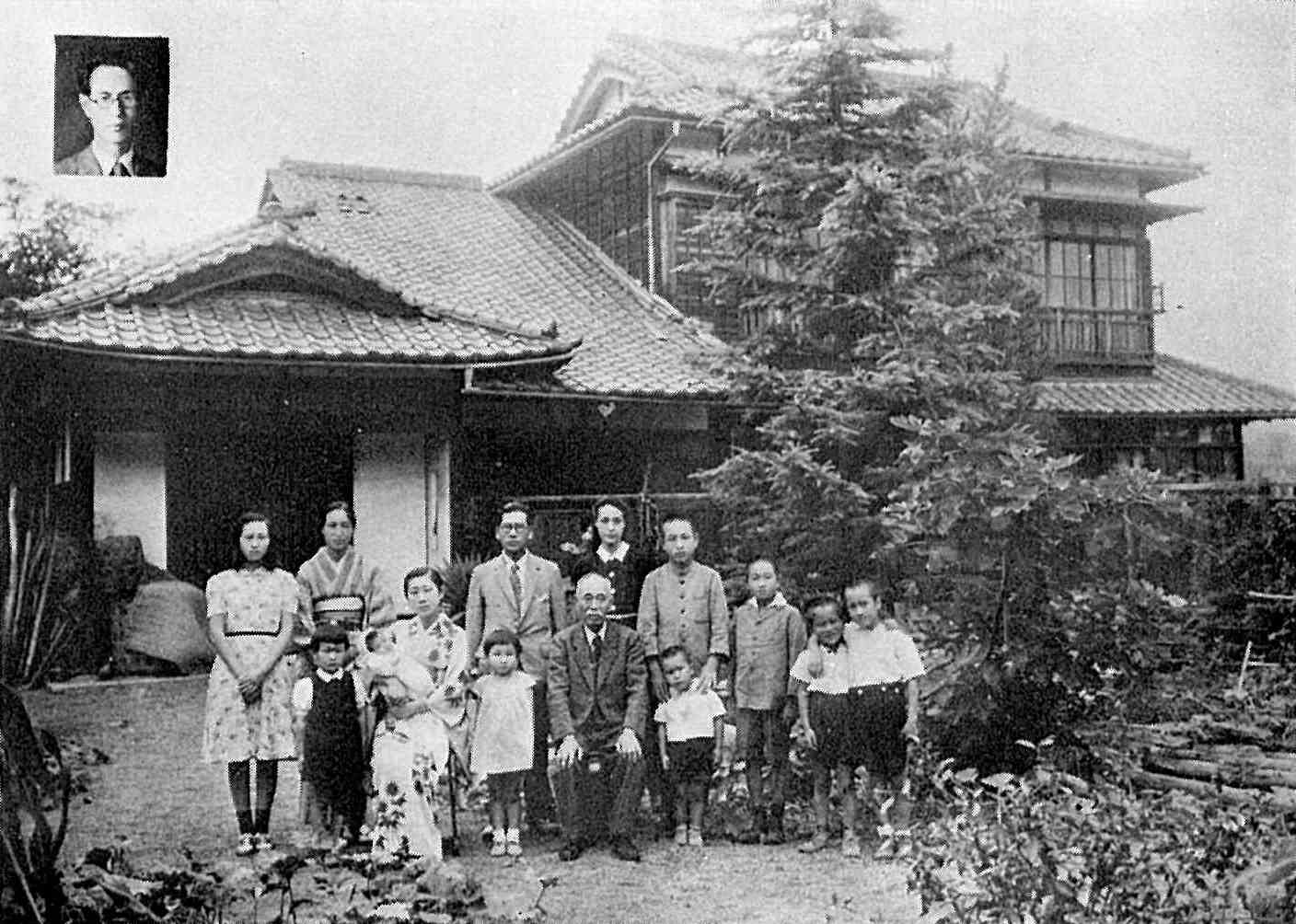
1947年（昭和22年）11月

- 長女：梅子 - 戦時中神戸大空襲で被災し、間庭家に疎開した[14]。
  - 婿：大森教円 - 1917年（大正6年）1月結婚するも、1918年（大正7年）12月没[4]。
  - 婿：間庭泱夫 – 1922年（大正11年）2月結婚。軍属として南方作戦で消息を絶ったが、戦後帰還した[14]。
    - 孫：間庭愛信[27] - 鹿児島大学工学部海洋土木工学科名誉教授。2012年（平成24年）5月10日没[28]。
- 次女：輝子[4]
  - 婿：中里龍 - 関東庁法院判官[29]。戦後大連からシベリアに抑留された[14]。前橋家庭裁判所高崎支部判事[30]。
- 三女：ふぢ枝[4]
  - 婿：都丸晴治 - 1944年（昭和19年）8月マニラで病死[14]。
- 長男：俊一 - 1933年（昭和8年）2月夭折[4]。
- 次男：克海 - 1922年（大正11年）9月[4]骨髄炎で夭折[31]。
- 四女：百合子[4]
  - 婿：橋本富寿[4] - 芝浦工業大学理事長[32]。
- 三男：正樹 - 1945年（昭和20年）3月実家に疎開した[14]。農林省蚕糸試験場養蚕部長[33]。
  - 嫁：宇高光子[4]
- 五女：美津枝 - 1944年（昭和19年）12月一家で実家に疎開した[14]。
  - 婿：野口平吉[4]
- 六女：ふみ子 - 生後3日で没[4]。
- 七女：貞子 - 1944年（昭和19年）6月実家に疎開するも[14]、1944年（昭和19年）12月[4]腸チフスで死去[34]。
  - 婿：野口七五郎 - 1945年（昭和20年）3月レイテ島の戦いで戦死[14]。